# Kofi Abrefa Busia
Kofi Abrefa Busia (Wenchi, 11 juli 1913 – Oxford, 28 augustus 1978) was van 1969 tot 1972 premier van Ghana.

## Biografie
Busia studeerde aan de Universiteit van Oxford en was aanvankelijk werkzaam als academicus. In mei 1952 richtte hij de Ghana Congress Party op die zich tegen het bewind van premier Kwame Nkrumah keerde. In 1957 kwam hij aan het hoofd te staan van de United Party (Verenigde Partij), een coalitie van diverse oppositiepartijen, maar na de invoering van het eenpartijstelsel moest hij die functie neerleggen en verliet hij het land.
In 1959 werd Busia bijzonder hoogleraar (sociologie en cultuurkunde van Afrika) aan de Rijksuniversiteit Leiden, met een aanstelling bij zowel het Afrika Studiecentrum in Leiden als bij het Institute of Social Studies in Den Haag. Na die periode was Busia (van 1962 tot 1966) fellow van St Antony's College in Oxford.
Nadat in 1968 door de militaire regering van Ghana was besloten tot de invoering van een parlementaire democratie, werd Busia voorzitter van de Progress Party (Vooruitgangspartij). Bij de verkiezingen van 29 augustus 1969 won de PP 105 van het 140 zetels tellende parlement. Kort daarna gaven de militairen de macht voor een deel uit handen, ofschoon generaal Akwasi Afrifa, de voorzitter van de junta, het voorzitterschap van de Presidentiële Commissie (collectief presidentschap) op zich nam. De meeste macht kwam echter te liggen bij Busia, die premier werd. De regering-Busia legde zich vooral toe op de beëindiging van de economische malaise. Busia's methode om de werkloosheid te bestrijden (uitzetting Nigeriaanse arbeiders) was echter niet onomstreden. 
Tijdens de militaire coup van 1972 werd Busia afgezet. Hij overleed in 1978.